# Ophiopristis dissidens
Ophiopristis dissidens är en ormstjärneart som först beskrevs av Jean Baptiste François René Koehler 1905.  Ophiopristis dissidens ingår i släktet Ophiopristis och familjen knotterormstjärnor. Inga underarter finns listade i Catalogue of Life.